# Invasion of Privacy (album Cardi B)
Invasion of Privacy – debiutancki album amerykańskiej raperki Cardi B wydany 6 kwietnia 2018 roku nakładem wytwórni Atlantic Records. Gatunkowo, album zawiera przede wszystkim utwory w stylu hip hop, a także trap, R&B i elementy muzyki latynoskiej. Został wyprodukowany m.in. przez 30 Roc, Allena Rittera, Benny’ego Blanco, Boi-1da, Brooklyn Johnny, Craiga Kallmana, Cubeatz, DJ Mustard, J. White Did It, Murda Beatz, NES, Nonstop Da Hitman oraz Vinylz. Artystka zaprosiła do współpracy innych raperów – trio Migos, Chance the Rapper, 21 Savage, YG, a także piosenkarki R&B – Kehlani i SZA oraz twórców muzyki latynoskiej – J Balvin i Bad Bunny.
Album zadebiutował na szczycie amerykańskiej listy Billboard 200 z wynikiem 255 tysięcy kopii sprzedanych w pierwszym tygodniu (103 tysięcy z nich pochodziło z tzw. czystej sprzedaży). W Stanach Zjednoczonych, Recording Industry Association of America (RIAA) przyznała płycie status potrójnej platyny za sprzedaż ponad 3 milionów egzemplarzy. Album był promowany pięcioma singlami – Bodak Yellow, Bartier Cardi z 21 Savage, Be Careful, I Like It z Bad Bunny i J Balvin oraz Ring z Kehlani. Dwa z nich – Bodak Yellow i I Like It – dotarły do pierwszego miejsca na amerykańskiej liście przebojów Billboard Hot 100, czyniąc Cardi B pierwszą raperką w historii z więcej niż jednym numerem jeden w USA. Od czasu premiery album ustanowił wiele rekordów – artystka stała się m.in. pierwszą kobietą w historii, która jednocześnie umieściła na liście Billboard Hot 100 trzynaście utworów. Cardi B została również pierwszą artystką z albumem, z którego wszystkie utwory pokryły się (co najmniej) złotem w Stanach Zjednoczonych. Invasion of Privacy otrzymało tytuł najlepiej sprzedającego się albumu raperki w latach 2010–2019, przyznany przez amerykański magazyn muzyczny Billboard. Jest to również najdłużej utrzymujący się na liście Billboard 200 album nagrany przez kobietę-raperkę oraz najczęściej streamowany album kobiety-raperki w serwisie Spotify (ponad 3,5 miliardów odsłuchań do czerwca 2021).
Album spotkał się z uznaniem krytyków. Wiele magazynów muzycznych umieściło go na listach najlepszych albumów 2018 roku, włącznie z Rolling Stone oraz Time, które usytuowały go na szczycie podium. Krążek znalazł się także wśród najlepszych albumów dekady. Podczas 61. rozdania nagród Grammy, album zdobył prestiżową statuetkę w kategorii Najlepszy Album Rap, czyniąc Cardi B pierwszą solową raperką w historii, której udało się tego dokonać. Płyta została także nominowana w kategorii Album Roku (jako pierwszy album raperki w ciągu ostatnich piętnastu lat), a pochodzące z niej single I Like It oraz Be Careful kolejno w kategoriach Nagranie Roku oraz Najlepsze Wykonanie Rap. Pierwszy singiel, Bodak Yellow, został nominowany w kategoriach Najlepsze Wykonanie Rap oraz Najlepszy Utwór Rap rok wcześniej. Podczas gali rozdania nagród BET w 2019 roku, Invasion of Privacy otrzymało statuetkę w kategorii Album Roku.
Początkowo, album dostępny był jedynie w formie cyfrowej. 7 grudnia 2018 roku płytę wydano na winylu, a 22 lutego 2019 na CD.

## Tło
Na kilka miesięcy przed wydaniem albumu, debiutancki singiel artystki – Bodak Yellow – dotarł na szczyt amerykańskiej listy przebojów Billboard Hot 100. Dwa kolejne utwory z jej udziałem – No Limit z G–Eazy i A$AP Rocky oraz MotorSport z Migos i Nicki Minaj – osiągnęły kolejno czwarte i szóste miejsce, czyniąc Cardi B pierwszą raperką w historii, której trzy pierwsze utwory na liście Hot 100 uplasowały się w ścisłej dziesiątce. Tego samego osiągnięcia artystka dokonała, jako pierwsza kobieta w historii, na amerykańskiej liście Hot R&B/Hip-Hop Songs. Wraz z wydanym 4 stycznia 2018 roku we współpracy z Bruno Marsem utworem Finesse (Remix), Cardi B została pierwszą artystką, której udało się umieścić w Top 10 listy Hot R&B/Hip-Hop Songs pięć piosenek jednocześnie. W marcu 2018, na gali iHeartRadio Music Awards, podczas odbierania nagrody w kategorii Najlepszy Nowy Artysta Cardi ogłosiła, że jej debiutancki album zostanie wydany w kwietniu. 27 marca, w mediach społecznościowych artystka ogłosiła jego tytuł i datę premiery oraz zaprezentowała okładkę. W wywiadzie z Ebro Dardenem dla Apple Music Cardi opowiedziała, co znaczy dla niej tytuł Invasion of Privacy (z ang. naruszenie prywatności): 
„Ludzie muszą posłuchać mojego albumu by dowiedzieć się, czym dla mnie jest naruszanie prywatności. (…) Od zawsze byłam bardzo otwarta w mówieniu o sobie, ale nikt nie może oczekiwać, że będę taka w każdym aspekcie. Niektóre sprawy muszą pozostać w sferze mojej prywatności. Ludzie zawsze chcą wiedzieć czy wyszłaś za mąż, co sądzisz o zdradach, i tak dalej. Dlaczego wszyscy mają chęć wyrażania opinii o czyimś prywatnym życiu? To jest moje życie. Jeśli dokonuję wyboru, by nie podzielić się czymś z tobą, to znaczy, że to moje osobiste sprawy. Nie wolno ci naruszać mojej prywatności. Nie jestem zwierzęciem w zoo, u którego wszystko możesz podejrzeć.”  

## Nagrywanie i produkcja
Nagrywanie albumu Invasion of Privacy rozpoczęło się w 2017 roku, a zakończyło w 2018. Płyta została wyprodukowana m.in. przez 30 Roc, Allena Rittera, Benny’ego Blanco, Boi-1da, Brooklyn Johnny, Craiga Kallmana, Cubeatz, DJ Mustard, J. White Did It, Murda Beatz, NES, Nonstop Da Hitman oraz Vinylz. Kilka dni po otrzymaniu statuetki Grammy w kategorii Najlepszy Album Rap, Cardi B wypowiedziała się na swoim Instagramie o trudnym procesie tworzenia albumu:
„Przez trzy miesiące z rzędu spałam na kanapie w studio nagraniowym. Migreny, bycie z dala od rodziny… Mam cztery piosenki, które ostatecznie nie znalazły się na albumie, bo mój nos był tak zatkany, że byłam cała opuchnięta i wściekła. Offset [partner artystki] i Brooklyn Johnny [producent muzyczny] starali się załatwić gościnne wersy na album, podczas gdy ja byłam przygnębiona tym, że wszyscy podejrzewali moją ciążę i musiałam ciągle czytać, że jestem głupia, że zniszczyłam swoją karierę na samym jej początku. Mój album okazał się numerem jeden i spędził 21 tygodni w pierwszej dziesiątce [na Billboard 200]. Każdy z utworów pokrył się złotem, platyną lub wielokrotną platyną. Słucham tej płyty i płaczę, bo wiem, przez jakie piekło musiałam przejść, by ją stworzyć.” 

## Muzyka i teksty
Gatunkowo, album zawiera przede wszystkim utwory w stylu hip hop, a także trap, R&B i elementy muzyki latynoskiej. Piosenki poruszają tematy sławy, sukcesu, bogactwa, seksu, feminizmu oraz przeszłości Cardi B. Album otwiera utwór Get Up 10, który opowiada o drodze artystki do sławy. Trapowe Drip z gościnnym udziałem Migos mówi o biżuterii, dobrobycie finansowym i prestiżu. Trzeci utwór – Bickenhead – ma wydźwięk feministyczny, a jego tytuł odnosi się do kobiet, które ciężko pracują na swój majątek.
Bodak Yellow – hip-hopowa piosenka z elementami trapu – jest zmierzeniem się raperki z jej oponentami i zawiera teksty w stylu „I don’t dance now, I make money moves”, odnoszące się do jej przeszłości, kiedy pracowała jako striptizerka. W piątym utworze, Be Careful artystka śpiewa łagodnym głosem do niefrasobliwego bitu na temat niewierności w związku, ostrzegając partnera i prosząc, by traktował ją lepiej, jeśli nie chce jej stracić. Po publikacji singla pojawiły się plotki o tym, że utwór może być skierowany do narzeczonego Cardi B, Offseta. W wywiadzie dla Apple Music artystka zaprzeczyła doniesieniom, dodając, że utwór czerpie inspiracje z jej wcześniejszych doświadczeń.
Szósta piosenka – Best Life – nagrana została z gościnnym udziałem rapera Chance the Rapper. Opowiada o potędze Boga w życiu człowieka i skupia się na pozytywnym myśleniu. I Like It – dwujęzyczny (angielski i hiszpański), latynoski utwór z elementami trapu zawiera gościnne zwrotki J Balvin oraz Bad Bunny. Na albumie znajdują się również dwa nagrania w stylu R&B – Ring z udziałem Kehlani oraz Thru Your Phone, na których Cardi prezentuje bardziej emocjonalną stronę swojej osobowości.
Kolejne trzy utwory to hip-hopowe i trapowe Money Bag, Bartier Cardi (z gościnnym udziałem 21 Savage) oraz She Bad (z gościnnym udziałem YG). Artystka rapuje na nich o swoim upodobaniu do pieniędzy, diamentów, sportowych samochodów i seksu. Invasion of Privacy zamyka piosenka I Do z udziałem piosenkarki SZA. Tematycznie nie odbiega od pozostałych utworów z albumu – artystki propagują robienie w życiu tego, na co mamy ochotę oraz afiszują się drogimi ubraniami od znanych projektantów, plikami pieniędzy i kochankami.

## Wydanie i promocja
Przed wydaniem albumu Invasion of Privacy, Cardi B promowała pierwszy singiel – Bodak Yellow – wieloma występami na żywo, m.in. na afterparty gali rozdania nagród BET 25 czerwca 2017, podczas pre-show gali MTV Video Music Awards 27 sierpnia, na gali rozdania nagród BET Hip Hop 6 października oraz w programie Jimmy Kimmel Live! 18 października.
11 marca 2018, podczas odbierania nagrody w kategorii Najlepszy Nowy Artysta na gali iHeartRadio Music Awards, Cardi B ujawniła, że album będzie miał swoją premierę w kwietniu. 26 marca, w mediach społecznościowych artystka ogłosiła jego tytuł i datę premiery oraz zaprezentowała okładkę. 5 kwietnia wytwórnia muzyczna Atlantic Records udostępniła album w serwisach streamingowych, a dzień później odbyła się jego oficjalna cyfrowa premiera na całym świecie.
7 kwietnia 2018 Cardi B wykonała trzy pierwsze single z albumu w programie Saturday Night Live. Podczas występu z utworem Be Careful artystka ujawniła, że jest w ciąży. 9 kwietnia raperka wraz z Jimmym Fallonem współprowadziła program The Tonight Show, stając się jednocześnie pierwszą współprowadzącą w historii show. Cardi wystąpiła także dwukrotnie podczas festiwalu Coachella Valley Music and Arts, 15 oraz 20 kwietnia, zapraszając do koncertu wszystkich gości z debiutanckiego albumu. 28 kwietnia była częścią festiwalu Broccoli City. Planowano również jej występ podczas Wireless Festival w lipcu, jednak odwołano go z powodu ciąży artystki. Jej letnia trasa koncertowa, która miała odbyć się od 4 maja do 29 lipca w Stanach Zjednoczonych, Norwegii i Irlandii oraz wszystkie występy do września także zostały odwołane.
Początkowo, Cardi B miała także występować jako support na trasie Bruno Marsa 24K Magic we wrześniu i październiku 2018 w północnej Ameryce, jednak zrezygnowała z koncertowania ze względu na niemożność pogodzenia życia w trasie z opieką nad jej nowonarodzoną córką, Kulture.

## Single
Pierwszy singiel z albumu, Bodak Yellow, został wydany 16 czerwca 2017 roku. Dotarł na szczyt amerykańskiej listy przebojów Billboard Hot 100 i pokrył się diamentem za sprzedaż ponad 10 milionów egzemplarzy w Stanach Zjednoczonych, stając się jednocześnie najwyżej certyfikowanym utworem raperki w historii. Jest to również pierwszy i jedyny utwór kobiety-raperki w historii, który otrzymał status diamentowego singla w USA.
Bartier Cardi z gościnnym udziałem rapera 21 Savage zostało wydane 22 grudnia 2017 jako drugi singiel z albumu. Utwór dotarł do czternastego miejsca listy Billboard Hot 100 i pokrył się trzykrotną platyną za sprzedaż ponad 3 milionów egzemplarzy w USA.
Be Careful zostało wydane 30 marca 2018 jako trzeci singiel z albumu. Utwór dotarł do jedenastej pozycji na liście przebojów Billboard Hot 100 i pokrył się trzykrotną platyną za sprzedaż ponad 3 milionów egzemplarzy w USA.
Drip z gościnnym udziałem Migos zostało wysłane do australijskich radiostacji jako czwarty singiel z albumu, stając się także singlem promocyjnym w niektórych państwach. Utwór dotarł do 21. miejsca na amerykańskiej liście Billboard Hot 100 i pokrył się platyną za sprzedaż ponad miliona egzemplarzy w Stanach Zjednoczonych.
Po premierze albumu, I Like It z udziałem Bad Bunny i J Balvin zadebiutowało na ósmym miejscu listy Billboard Hot 100. 25 maja 2018 utwór został wysłany do amerykańskich radiostacji jako piąty singiel z albumu Invasion of Privacy. Kilka dni później, w serwisie YouTube odbyła się premiera teledysku do utworu. Po oficjalnym wydaniu piosenki na singiel, I Like It dotarło na szczyt amerykańskiej listy przebojów Billboard Hot 100, czyniąc Cardi B pierwszą raperką w historii z więcej niż jednym numerem jeden w tym notowaniu. W 2020 utwór pokrył się dziewięciokrotną platyną za sprzedaż ponad 9 milionów egzemplarzy w Stanach Zjednoczonych, co czyni Cardi B pierwszą i jedyną artystką w historii z dwoma najwyżej certyfikowanymi kobiecymi utworami rap w historii rynku muzycznego w USA (Bodak Yellow oraz I Like It).
28 sierpnia 2018 Ring z gościnnym udziałem Kehlani zostało wysłane do amerykańskich radiostacji jako szósty i ostatni singiel z albumu. Utwór dotarł do 28. miejsca na liście Billboard Hot 100 i pokrył się podwójną platyną za sprzedaż ponad 2 milionów egzemplarzy w Stanach Zjednoczonych.

## Nagrody i nominacje
| Nagroda                   | Rok  | Kategoria                           | Wynik     |        |
| ------------------------- | ---- | ----------------------------------- | --------- | ------ |
| BET Awards                | 2019 | Album Roku                          | Wygrana   | [ 56 ] |
| BET Hip Hop Awards        | 2018 | Album Roku                          | Nominacja | [ 57 ] |
| Billboard Music Awards    | 2019 | Najlepszy Album Listy Billboard 200 | Nominacja | [ 58 ] |
| Billboard Music Awards    | 2019 | Najlepszy Album Rap                 | Nominacja | [ 58 ] |
| Break the Internet Awards | 2018 | Wydawnictwo Muzyczne Roku           | Nominacja | [ 59 ] |
| BreakTudo Awards          | 2018 | Album Roku                          | Nominacja | [ 60 ] |
| Norway GAFFA Awards       | 2018 | Najlepszy Album Zagraniczny         | Nominacja | [ 61 ] |
| Grammy Awards             | 2019 | Album Roku                          | Nominacja | [ 11 ] |
| Grammy Awards             | 2019 | Najlepszy Album Rap                 | Wygrana   | [ 11 ] |
| Juno Awards               | 2019 | Międzynarodowy Album Roku           | Nominacja | [ 62 ] |
| People’s Choice Awards    | 2018 | Album Roku 2018                     | Nominacja | [ 63 ] |

## Odbiór komercyjny
Invasion of Privacy pokryło się złotem w Stanach Zjednoczonych w dniu premiery, co było możliwe dzięki ogromnemu sukcesowi pierwszego singla, Bodak Yellow. Do kwietnia 2018 roku singiel sprzedał się w nakładzie ponad 5 miliona egzemplarzy, co oznaczało, że po przeliczeniu, sam album rozszedł się w ilości 500 tysięcy kopii jeszcze przed jego premierą. 3 kwietnia 2019 debiutancki album raperki osiągnął status potrójnej platyny za sprzedaż w USA przekraczającą 3 miliony egzemplarzy. Wszystkie trzynaście utworów pokryło się złotem, platyną lub wielokrotną platyną w Stanach, co czyni Cardi B pierwszą kobietą w historii, która tego dokonała (i trzecim artystą w zestawieniu z mężczyznami).
13 kwietnia 2018 serwis streamingowy Apple Music ogłosił, że Invasion of Privacy ustanowiło nowy rekord kobiecego albumu z największą ilością odsłuchań w premierowym tygodniu (ponad 100 milionów). Album zadebiutował na szczycie amerykańskiego zestawienia Billboard 200 z ilością 255 tysięcy sprzedanych egzemplarzy (z czego 103 tysięcy pochodziło z tzw. czystej sprzedaży). Cardi B stała się piątą raperką w historii, której album dotarł do pierwszego miejsca. W pierwszym tygodniu płyta zanotowała ponad 200 milionów odsłuchań w Stanach Zjednoczonych, co jest rekordem dla albumu nagranego przez kobietę. W czasie swojej premiery, krążek był drugim najlepiej sprzedającym się albumem w USA, tuż za Man of the Woods Justina Timberlake'a. W drugim tygodniu, Invasion of Privacy spadło na drugie miejsce z wynikiem 129 tysięcy egzemplarzy. W trzecim tygodniu album pozostał na drugiej pozycji, notując kolejne 91 tysięcy sprzedanych kopii. Krążek spędził nieprzerwanie 21 tygodni w pierwszej dziesiątce, co czyni go pierwszym albumem raperki w historii, który tego dokonał. Na liście Top R&B/Hip Hop album znajdował się w Top 10 przez 22 tygodnie.
Na wydaniu amerykańskiej listy przebojów Billboard Hot 100 z 21 kwietnia 2018 Cardi B umieściła trzynaście utworów, z czego dwanaście pochodziło z albumu Invasion of Privacy, pobijając tym samym rekord Beyoncé dla artystki z największą ilością notowanych jednocześnie utworów. Wyczyn ten został później pobity przez Billie Eilish, która umieściła na liście przebojów czternaście piosenek jednocześnie, a obecnie króluje w tej kwestii Taylor Swift, której z albumem folkore udało się umieścić szesnaście utworów.
W grudniu 2019 roku Invasion of Privacy zostało najczęściej streamowanym albumem raperki w historii serwisu Spotify. Do lipca 2020 album wygenerował ponad 3,1 miliarda odsłuchań. W styczniu 2020 krążek stał się najdłużej notowanym debiutanckim albumem raperki na amerykańskiej liście Billboard 200, wyprzedzając płytę Lauryn Hill, The Miseducation of Lauryn Hill (1998). 24 sierpnia 2020 album został najdłużej utrzymującym się na tej liście albumem nagranym przez raperkę, wyprzedzając The Pinkprint autorstwa Nicki Minaj (2014).
Invasion of Privacy zadebiutowało również na szczycie kanadyjskiej listy Canadian Albums z ilością 12 tysięcy sprzedanych egzemplarzy. 2 stycznia 2019 album pokrył się podwójną platyną za sprzedaż ponad 160 tysięcy kopii w Kanadzie. Ponadto, krążek osiągnął międzynarodowy sukces, docierając do pierwszej dziesiątki list sprzedaży w Australii, Danii, Estonii, Finlandii, Flandrii, Islandii, Irlandii, Niderlandach, Nowej Zelandii, Norwegii, Szwecji i Wielkiej Brytanii.
Album był trzecim najczęściej streamowanym krążkiem w serwisie Apple Music na całym świecie i pierwszym w zestawieniu kobiet w 2018 roku. W Kanadzie był to dziesiąty najczęściej słuchany album 2018 roku, stając się jednocześnie piątym w historii platformy i pierwszym w zestawieniu kobiet. W Spotify Invasion of Privacy zostało czwartym najczęściej streamowanym albumem roku w USA, a pierwszym w zestawieniu kobiet, co uczyniło Cardi B najczęściej słuchaną artystką w Stanach Zjednoczonych w 2018. Dzięki wydaniu albumu, w 2020 Cardi B została ogłoszona przez RapCaviar najczęściej streamowaną raperką ostatnich 5 lat w serwisie Spotify.
Plasując się na listach najlepiej sprzedających się albumów w Stanach Zjednoczonych w latach 2018–2020, Invasion of Privacy zostało pierwszym kobiecym albumem rap w historii, który pojawił się na końcoworocznych listach sprzedaży amerykańskiego magazynu Billboard aż trzy razy (#6 w 2018, #19 w 2019, #78 w 2020).
W Polsce ZPAV przyznało albumowi certyfikat złotej płyty za sprzedaż ponad 10 tysięcy egzemplarzy.

## Odbiór krytyczny
| Oceny łączne              | Oceny łączne |
| Publikacja                | Ocena        |
| ------------------------- | ------------ |
| Album of the Year         | 82/100       |
| AnyDecentMusic?           | 8.1/10       |
| Metacritic                | 84/100       |
| Recenzje                  |              |
| Publikacja                | Ocena        |
| AllMusic                  | [ 92 ]       |
| The A.V. Club             | B            |
| Consequence of Sound      | B+           |
| The Line of Best Fit      | 9/10         |
| Exclaim!                  | 9/10         |
| HipHopDX                  | 3.6/5        |
| The Guardian              | [ 98 ]       |
| The Independent           | [ 99 ]       |
| laut.de                   | [ 100 ]      |
| NME                       | [ 101 ]      |
| Pitchfork                 | 8.7/10       |
| PopMatters                | 8/10         |
| RapReviews.com            | 5/10         |
| Rolling Stone             | [ 105 ]      |
| Slant Magazine            | [ 3 ]        |
| The Sydney Morning Herald | [ 106 ]      |
| Under the Radar           | 7/10         |
| XXL                       | XL           |

Invasion of Privacy zdobył powszechne uznanie krytyków muzycznych. W serwisie internetowym Metacritic, który gromadzi recenzje i ujednolica je do oceny w zakresie 0–100, album uzyskał średni wynik 84 punktów w oparciu o 24 recenzje.
Ben Beaumont-Thomas z The Guardian przyznał płycie 4 na 5 gwiazdek, nazywając go „wyśmienitym debiutem, który łączy wrażliwość, seksualną zachłanność, absurd i imprezowe brzmienia” oraz dodając, że „pokazuje [on], że raperka potrafi [napisać] znacznie więcej niż cięte obelgi”. Erin Lowers z kanadyjskiego magazynu Exclaim! przyznał albumowi 9 na 10 punktów, wskazując, że jego łagodniejsze i bardziej stonowane utwory nadają „nowy wymiar” kunsztowi artystki oraz że wydawnictwo „zdaje się być tym samym momentem, co Lemonade autorstwa Beyoncé ze względu na wystawienie swoich niepewności i poczucia zagubienia na ogólnospołeczną ocenę”.
Maeve McDermott w dzienniku USA Today wydała pozytywną ocenę dla albumu, stwierdzając, że „z ilością trzynastu utworów, Invasion of Privacy nie zawiera niekończących się wypełniaczy, jak ma to miejsce w przypadku znajomych po fachu artystki”. Recenzentka dodaje: „Cardi – królowa marketingu – wie, że fanów męczy, kiedy artyści na siłę próbują zrobić wszystko, by uzyskać odsłuchania w serwisach streamingowych. Najwidoczniej, gwiazda hip hopu nie martwi się tym, biorąc pod uwagę fakt, że bijący rekordy singiel Bodak Yellow zwiastuje, że jej album wydaje się skazanym na sukces”. Jem Aswad z tygodnika Variety nazwał krążek „jednym z najpotężniejszych debiutów tego milenium” i pochwalił utwór otwierający – Get Up 10 („dające siłę, autobiograficzne świadectwo”). Wskazał jednak, że „w kilku przypadkach, gościnni artyści tak skradli utwory, że zdaje się jakby to Cardi była gościem na własnym albumie”. Eleanor Halls z magazynu GQ napisała: „Invasion of Privacy udowadnia, że Bodak Yellow okazało się dalekie od bycia hitem jednego sezonu. Money moves [odniesienie do pierwszego singla z albumu – przyp. tłum.] trwają i będą trwały w najlepsze”.
Rob Sheffield z Rolling Stone określił album jako „niezwykle emocjonalny, bardzo osobisty, szalenie zwariowany”, puentując: „Invasion udowadnia, że Cardi zostanie z nami na dłużej”. Sheldon Pearce przyznał płycie tytuł Najlepszej nowej muzyki według serwisu Pitchfork. Recenzent pisze: „Godny uwagi debiut Cardi B bez wątpienia gwarantuje jej miejsce w panteonie wielkich raperów. Jest jednocześnie bezczelny i emocjonalny, pełen szalonej ilości charyzmy, stylu i rzemiosła”. Jon Caramanica z The New York Times w swojej recenzji zwraca uwagę na to, że „[Cardi B] jest bardziej wszechstronna niż większość raperów i gwiazd muzyki pop wszelkiego rodzaju”, dodając: „(...) w szczególności, jest to album hip hopowy, który nie brzmi jak żaden inny [album] wydany przez rówieśników [artystki]”.
Chris Richards z The Washington Post napisał: „[Cardi] zdaje się opowiadać długą historię [na tym albumie] – o wzięciu życia we własne ręce, pokonywaniu przeszkód, transcendencji – ale siła opowieści Cardi tkwi tak samo w brzmieniu jej głosu, jak i w samych słowach. Można to usłyszeć w finałowym utworze, I Do, w którym [raperka] pyta: »Moje krótkie pięć minut trwa cholernie długo, co?«. Cóż za słowa zwycięstwa. Zamknij oczy, a możliwe, że poczujesz na swoich ramionach spadające konfetti”. Carrie Battan z The New Yorker pochwaliła album, pisząc, że „jest tak samo żarliwy, jak i górnolotny”.
Tygodnik Time nazwał Invasion of Privacy najlepszym albumem 2018 roku, wskazując, że „debiut Cardi nie tylko zapewnia jej miejsce przy stole hip hopowych artystów, ale czyni ją jego szczególnym członkiem”. W 2019, magazyn muzyczny NME ogłosił, że album Invasion of Privacy zagwarantował artystce „miano nowej Królowej Rapu”.

## Wpływ
Wydając album Invasion of Privacy, Cardi B wywołała rewolucję na scenie muzyki rap. Po ogromnym sukcesie pierwszego singla, Bodak Yellow, Kristin Corry napisała dla magazynu muzycznego Pitchfork artykuł zatytułowany Dlaczego numer jeden Cardi B ma znaczenie?, w którym oceniła wpływ pojawienia się artystki na rynku muzycznym:
„Cardi B wskazuje na nową ścieżkę dla raperek – ścieżkę, która ma niewiele wspólnego z poszukiwaniem uznania wśród męskich stróży [raperów – przyp. tłum.], podlizywaniem się kulturze ludzi białych czy krytyką innych kobiet za ich seksualność. Ta nowa fala polega na znajdowaniu publiczności na własnych zasadach.”
Dziennikarka wskazała również, że inaczej niż w przypadku poprzedniczek Cardi – Lil’ Kim, Eve czy Nicki Minaj – ta nie potrzebowała wsparcia znanych raperów płci męskiej, by osiągnąć sukces. Corry puentuje, że dotarcie Bodak Yellow na szczyt listy Billboard Hot 100 udowodniło, że „czarnoskóre kobiety nie są monolitem”, a sam wyczyn na nowo zdefiniował obraz artystki, która jest w stanie wypracować sobie drogę do sławy.

Briana Younger (The New Yorker) w artykule zatytułowanym Czy rap jest nareszcie gotowy na przyjęcie kobiet? podkreśla, że sukcesy Cardi B związane m.in. z debiutanckim albumem przyczyniły się do powstania nowej fali raperek, które zdominują rynek muzyczny:  
„Cardi B, Dej Loaf, Rapsody, Megan Thee Stallion i Little Simz (…) są częścią ruchu raperek, który zmienia przemysł muzyczny oraz gatunek, który od zawsze trzymał kobiety na dystans, nigdy nie dopuszczając do tego, by więcej niż jedna artystka w tym samym czasie odnosiła sukcesy, spychając jednocześnie pozostałe na boczny tor, skłócając je ze sobą lub całkowicie je ignorując."  
Taryn Finley, w artykule dla portalu Huff Post Era jednej królowej w świecie hip hopu skończyła się przyznaje rację Cardi B, która w październiku 2019 napisała na swoim Twitterze, że była główną siłą napędową dla rozwoju dominacji większej ilości raperek w przemyśle muzycznym:
„Wraz ze wzrostem wagi streamingu oraz social mediów, coraz więcej fanów uzyskało dostęp do tego, co raperki mają do powiedzenia, co sprawiło, że branży trudniej było je ignorować. (…) W drugiej połowie dekady [lata 2010–2019 – przyp. tłum.] raperki naprawdę zaczęły wywoływać burzę. (…) Mimo że stwierdzenia Cardi [odnośnie bycia pionierką – przyp. tłum.] są kontrowersyjne, ciężko nie przyznać, że jest w nich wiele racji.”
Autorka wskazuje, że pierwsza połowa dekady w świecie raperek należała do Nicki Minaj, która zdawała się nie godzić na to, aby inne artystki również mogły odnosić sukcesy w tym samym czasie. Według artykułu, pojawienie się na rynku Cardi B oraz jej spektakularne osiągnięcia otworzyły drzwi dla takich raperek, jak City Girls, Megan Thee Stallion, Doja Cat czy Saweetie.

Magazyn Spin, publikując listę 101 najlepszych albumów dekady i plasując Invasion of Privacy na ósmym miejscu, napisał: 
„(…) Invasion of Privacy to zaproszenie do świata Cardi, który jest pełen krwi, potu i łez. To upomnienie dla tego, co uchodzi za rap skupiony na listach przebojów, gdzie wizerunek artysty jest wykreowany na maksymalne wystawienie. Zamiast tego, Cardi B udowadnia, że ciemnoskórzy artyści nie potrzebują podlizywać się albo łagodzić swoich osobowości po to, by stać się powszechnie znanymi nazwiskami. Invasion of Privacy otwiera drzwi dla generacji artystów na nowo tworzących amerykańską muzykę w swoim stylu. A Cardi jest jej czołową pionierką.” 
Album przyniósł popularność także jednemu z producentów, który towarzyszył Cardi B od początków jej kariery – J White Did It. Producent wyprodukował trzy utwory na krążku (Bodak Yellow, I Like It, Money Bag), co spowodowało, że wiele raperek zaczęło zwracać się do niego z prośbami o współpracę (m.in. Megan Thee Stallion i Iggy Azalea), chcąc – bazując na wspomnianych utworach – stworzyć hitowe single. Szerszą sławę osiągnęła również reżyserka i fotografka, Jora Frantzis, którą raperka znalazła na Instagramie i której zaproponowała wykonanie sesji zdjęciowej do swojego debiutanckiego albumu. W późniejszym czasie, Frantzis pracowała także nad teledyskiem do trzeciego singla z Invasion of Privacy – Be Careful. Dzięki Cardi B, reżyserka rozpoczęła współprace z mainstreamowymi artystami, takimi jak Sam Smith i Demi Lovato (teledysk do utworu I'm Ready), Jennifer Lopez i French Montana (teledysk do utworu Medicine) oraz Megan Thee Stallion i Normani (teledysk do utworu Diamonds).

## Lista utworów
Lista autorów pochodzi z serwisu streamingowego Tidal.
| Nr  | Tytuł utworu                             | Autorzy | Produkcja                                                  | Długość |
| --- | ---------------------------------------- | --- | ---------------------------------------------------------- | ------- |
| 1.  | „Get Up 10”                              | Belcalis Almanzar · Anthony Tucker · James Steed · Jermain Anthony Preyan · Jordan Thorpe · Joseph Tucker · Klenord Raphael · Matthew Allen · Maurice Jordan · Robert Williams                                                                                    | DJ SwanQo · Matt Allen                                     | 3:51    |
| 2.  | „Drip” (gość. Migos)                     | Almanzar · Kiari Cephus · Kirsnick Ball · Quavious Marshall · Gary Fountaine · Thorpe · Joshua Cross | Cassius Jay · Nonstop da Hitman                            | 4:23    |
| 3.  | „Bickenhead”                             | Almanzar · Austin Owens · James Foye III · Derrick Ordogne · Dion Norman · Jordan Houston · Thorpe · Paul Beauregard · Philip Coleman · Todd Shaw | Ayo · Keyz · NES                                           | 3:01    |
| 4.  | „Bodak Yellow”                           | Almanzar · Bill Kapri · Thorpe · Klenord Raphael · Laquan Green · Anthony White | J. White Did It · Laquan Green                             | 3:43    |
| 5.  | „Be Careful”                             | Almanzar · Matthew Samuels · Anderson Hernandez · Adam Feeney · Thorpe · Marilyn Bergman · Alan Bergman · Robert Diggs · Lauryn Hill · Clifford Smith · Lamont Hawkins · Dennis Coles · Gary Grice · Jason Hunter · Russell Jones · Corey Woods · Marvin Hamlisch | Boi-1da · Frank Dukes · Vinylz                             | 3:30    |
| 6.  | „Best Life” (gość. Chance the Rapper)    | Almanzar · Chancelor Bennett · Thorpe · Samuels · Allen Ritter | Boi-1da · Allen Ritter                                     | 4:44    |
| 7.  | „I Like It” (gość. Bad Bunny i J Balvin) | Almanzar · Benito Martínez · José Osorio · Benny Bonilla · Edgar Machucha · Edgar Vargas· Thorpe · Raphael · Luian Malave · Manny Rodriguez · Marcos Masis · Noah Assad · Tony Pabón · Vincent Watson · Xavier Vargas                                             | Craig Kallman · J. White Did It · Invincible · Nick Seeley | 4:13    |
| 8.  | „Ring” (gość. Kehlani)                   | Almanzar · Kehlani Parrish · Desmond Dennis · Thorpe · Khari Cain · Mike Riley · Nija Charles | Needlz · Scribz Riley                                      | 2:57    |
| 9.  | „Money Bag”                              | Almanzar · Thorpe · Raphael · Green · White | J. White Did It · Laquan Green                             | 3:49    |
| 10. | „Bartier Cardi” (gość. 21 Savage)        | Almanzar · Shayaa Abraham-Joseph · Darryl McCorkell · Jacquez Lowe · Samuel Gloade | 30 Roc · Cheeze Beatz                                      | 3:44    |
| 11. | „She Bad” (gość. YG)                     | Almanzar · Keenon Jackson · Dijon McFarlane · Thorpe · Leslie Wakefield, Jr. | Mustard · DJ Official                                      | 3:50    |
| 12. | „Thru Your Phone”                        | Almanzar · Benjamin Levin · Thorpe · Justin Tranter · Alexandra Tamposi · Andrew Wotman | Andrew Watt · Benny Blanco · Louis Bell                    | 3:08    |
| 13. | „I Do” (gość. SZA)                       | Almanzar · Thorpe · Charles · Shane Lindstrom | Murda Beatz · Cubeatz                                      | 3:20    |
|     |                                          | |                                                            | 48:13   |

### Sample
- Get Up 10 zawiera sample z utworu Meeka Milla Dreams and Nightmares (autorzy utworu: Mill, Maurice Jordan i Jermaine Preyan)[21].
- Bodak Yellow zawiera sample z utworu Kodaka Blacka No Flockin[127].
- Be Careful zawiera sample z utworu Ex-Factor napisanego i wykonanego przez Lauryn Hill[25], który zawiera sample z utworu Can It Be All So Simple napisanego i wykonanego przez Wu-Tang Clan. Utwór ten z kolei zawiera sample z utworu The Way We Were (autorzy utworu: Marvin Hamlisch, Alan Bergman i Marilyn Bergman)[128].
- I Like It zawiera sample z utworu I Like It Like That Pete’a Rodrigueza (autorzy utworu: Tony Pabon i Manny Rodriguez)[27].

## Listy sprzedaży
| Lista sprzedaży (2018–2019)                          | Najwyższa pozycja |
| ---------------------------------------------------- | ----------------- |
| Australia (ARIA)                                     | 5                 |
| Austria (Ö3 Austria)                                 | 21                |
| Belgia / Flandria (Ultratop Flanders)                | 10                |
| Belgia / Walonia (Ultratop Wallonia)                 | 43                |
| Dania (Hitlisten)                                    | 6                 |
| Estonia (Eesti Ekspress)                             | 2                 |
| Finlandia (Suomen virallinen lista)                  | 9                 |
| Francja (SNEP)                                       | 64                |
| Grecja (IFPI Greece)                                 | 29                |
| Irlandia (IRMA)                                      | 2                 |
| Islandia (Tonlist)                                   | 5                 |
| Kanada (Billboard Canadian Albums)                   | 1                 |
| Litwa (AGATA)                                        | 28                |
| Niderlandy (Album Top 100)                           | 7                 |
| Niemcy (Offizielle Top 100)                          | 39                |
| Norwegia (VG-lista)                                  | 4                 |
| Nowa Zelandia (Recorded Music NZ)                    | 2                 |
| Słowacja (ČNS IFPI)                                  | 41                |
| Stany Zjednoczone (Billboard 200)                    | 1                 |
| Stany Zjednoczone (Billboard Top R&B/Hip Hop Albums) | 1                 |
| Szkocja (Scottish Albums Chart / OCC)                | 18                |
| Szwajcaria (Schweizer Hitparade)                     | 20                |
| Szwecja (Sverigetopplistan)                          | 7                 |
| Wielka Brytania (Official Albums Chart / OCC)        | 5                 |
| Wielka Brytania (R&B Albums / OCC)                   | 2                 |
| Włochy (FIMI)                                        | 37                |

| Lista sprzedaży (2018)                               | Pozycja |
| ---------------------------------------------------- | ------- |
| Australia (ARIA)                                     | 34      |
| Belgia / Flandria (Ultratop Flanders)                | 104     |
| Dania (Hitlisten)                                    | 39      |
| Estonia (Eesti Ekspress)                             | 23      |
| Kanada (Billboard Canadian Albums)                   | 14      |
| Niderlandy (MegaCharts)                              | 89      |
| Norwegia (VG-lista)                                  | 18      |
| Nowa Zelandia (Recorded Music NZ)                    | 22      |
| Stany Zjednoczone (Billboard 200)                    | 6       |
| Stany Zjednoczone (Billboard Top R&B/Hip Hop Albums) | 3       |
| Szwecja (Sverigetopplistan)                          | 43      |
| Wielka Brytania (Official Albums Chart / OCC)        | 55      |

| Lista sprzedaży (2019)                               | Pozycja |
| ---------------------------------------------------- | ------- |
| Australia (ARIA)                                     | 38      |
| Kanada (Billboard Canadian Albums)                   | 35      |
| Nowa Zelandia (RMNZ)                                 | 28      |
| Stany Zjednoczone (Billboard 200)                    | 19      |
| Stany Zjednoczone (Billboard Top R&B/Hip Hop Albums) | 12      |

| Lista sprzedaży (2020)                               | Pozycja |
| ---------------------------------------------------- | ------- |
| Stany Zjednoczone (Billboard 200)                    | 78      |
| Stany Zjednoczone (Billboard Top R&B/Hip Hop Albums) | 45      |

### Notowania wieńczące dekadę
| Lista sprzedaży (2010–2019)       | Pozycja |
| --------------------------------- | ------- |
| Stany Zjednoczone (Billboard 200) | 38      |

## Certyfikaty
| Kraj                     | Certyfikat         | Sprzedaż  |         |
| ------------------------ | ------------------ | --------- | ------- |
| Dania (IFPI Denmark)     | Platynowa płyta    | 20 000    | [ 170 ] |
| Francja (SNEP)           | Złota płyta        | 50 000    | [ 171 ] |
| Kanada (Music Canada)    | 2x platynowa płyta | 160 000   | [ 77 ]  |
| Norwegia (IFPI Norway)   | Platynowa płyta    | 20 000    | [ 172 ] |
| Nowa Zelandia (RMNZ)     | Platynowa płyta    | 15 000    | [ 161 ] |
| Polska (ZPAV)            | Złota płyta        | 10 000    | [ 88 ]  |
| Stany Zjednoczone (RIAA) | 4x platynowa płyta | 3 000 000 | [ 65 ]  |
| Wielka Brytania (BPI)    | Złota płyta        | 100 000   | [ 173 ] |

## Historia wydań
| Region  | Data            | Edycja      | Format           | Wytwórnia          |         |
| ------- | --------------- | ----------- | ---------------- | ------------------ | ------- |
| Różne   | 5 kwietnia 2018 | Standardowa | Streaming        | Atlantic Records   | [ 174 ] |
| Różne   | 6 kwietnia 2018 | Standardowa | Digital download | Atlantic Records   | [ 175 ] |
| Różne   | 7 grudnia 2018  | Standardowa | Winyl            | Atlantic Records   | [ 176 ] |
| Różne   | 22 lutego 2019  | Standardowa | CD               | Atlantic Records   | [ 177 ] |
| Japonia | 27 lutego 2019  | Standardowa | CD               | Warner Music Japan | [ 178 ] |